# (9518) Robbynaish
(9518) Robbynaish est un astéroïde de la ceinture principale.

## Description
(9518) Robbynaish est un astéroïde de la ceinture principale. Il fut découvert le 7 avril 1978 à Harvard par l'Observatoire de l'université Harvard. Il présente une orbite caractérisée par un demi-grand axe de 2,36 UA, une excentricité de 0,14 et une inclinaison de 8,0° par rapport à l'écliptique.

## Compléments